# إيفان سميلجانيتش (كرة سلة)
إيفان سميلجانيتش (بالسيريلية الصربية: Иван Смиљанић) مواليد 4 أبريل 1989 في بلغراد، جمهورية يوغوسلافيا الاشتراكية الاتحادية، هو لاعب كرة سلة صربي. بدأ مسيرته الاحترافية في سنة 2010. يلعب مع نادي نفيجيس لكرة السلة في الدوري الليتواني لكرة السلة. يحمل الرقم 16. يبلغ طوله 6 قدم 7 بوصة (2.0 م). حقق المركز الثالث في الألعاب الجامعية الصيفية 2013.

## المسيرة الاحترافية
لعب مع نادي إف إم بي لكرة السلة في موسم 2010–2011، ثم لعب مع نادي ريد ستار لكرة السلة في موسم 2012–2013، ثم لعب مع نادي نفيجيس لكرة السلة في سنة 2016.

## الميداليات
| الميدالية | المسابقة                      |
| --------- | ----------------------------- |
| برونزية   | الألعاب الجامعية الصيفية 2013 |

## روابط خارجية
- إيفان سميلجانيتش على موقع الاتحاد الدولي لكرة السلة (الإنجليزية)
- إيفان سميلجانيتش على موقع كرة السلة الأوروبية.كوم (الإنجليزية)
- إيفان سميلجانيتش على موقع ريلجم (الإنجليزية)
- إيفان سميلجانيتش على موقع بروبوليرز (الإنجليزية)